# Fèlix Palomares Poveda
Fèlix Palomares Poveda (El Campello, L'Alacantí, 6 de gener de 1955) és un exfutbolista valencià, que ocupava la posició de migcampista.

## Trajectòria esportiva
Comença a destacar a les files de l'Elx CF, amb qui juga un encontre de la 72/73. Eixe any els il·licitans puja a Primera Divisió, categoria en la qual es consolida el d'El Campello durant les properes campanyes, en les quals hi va guanyant minuts. Destacarà especialment en el període 1976-1978, on és titular amb els franja-verds. El seu equip, però, perd la categoria a l'estiu de 1978.
Palomares és fitxat llavors pel FC Barcelona. No qualla al conjunt blaugrana, i només disputa quatre partits de Lliga. Eixe any els blaugranes guanyen la Recopa. La campanya següent juga amb l'Hèrcules CF.
El 1980 retorna a la disciplina de l'Elx CF. Els del Baix Vinalopó estan ara a Segona Divisió. Amb un parèntesi al CE Sabadell, Palomares esdevé titular en la 82/83, però passa la següent en blanc. Al remat, l'Elx puja a primera divisió, i en aquesta categoria juga la seua última campanya professional, on apareix en dotze ocasions.